# Gammelsdorf
Gammelsdorf település Németországban, azon belül Bajorországban. Lakosainak száma 1578 fő (2023. december 31.). Gammelsdorf Wang, Mauern és Hörgertshausen községekkel határos.

## Népesség
A település népessége az elmúlt években az alábbi módon változott:
| Lakosok száma | 433  | 688  | 906  | 1002 | 1410 | 1407 | 1462 | 1487 | 1471 | 1578 |
|               | 1875 | 1950 | 1975 | 1987 | 2012 | 2014 | 2016 | 2017 | 2021 | 2023 |